# Spinell Motorfahrzeuge
Die Spinell Motorfahrzeuge GmbH war ein deutscher Automobilhersteller, der von 1924 bis 1925 in Berlin-Dahlem ansässig war.

## Lage der Firma, Kurzbeschreibung des Fahrzeugs
Das Unternehmen Spinell Motorfahrzeuge GmbH hatte seinen Sitz in der Cronberger Straße 26 in Berlin-Dahlem. Geschäftsführer war Otto Krell jun., der hier zusammen mit seinem Vater Otto Krell auch wohnte. (Der Vater war Direktor in den Siemens-Schuckert-Werken und Hochschullehrer.)
Die kleinen Sportzweisitzer in den Maßen 3,25 m lang, 1,40 m breit und 1,20 m hoch, besaßen Leichtmetallkarosserien, gefedert waren sie mit Blattfedern, verfügten über eine gesonderte Motorkühlung, über ein Drei-Gang-Getriebe und eine Kettenkraftübertragung. Sie waren mit Kühne-Motoren mit 3/12 PS, bzw. 4/18 PS oder mit solchen von Motosacoche mit 5/20 PS ausgestattet, die jeweils vom Fahrersitz mit einem Handhebel gestartet werden konnten. Trotz der in der Fachliteratur dargestellten Vorzüge wurde das Automobil nicht weiterentwickelt und auch nicht weitergebaut.